# The Scarlet Car
The Scarlet Car é um filme de drama mudo norte-americano de 1917, dirigido por Joe De Grasse e estrelado por Lon Chaney. O filme é baseado no romance The Scarlet Car, do escritor e jornalista Richard Harding Davis, que também foi a base de um filme de 1923 com o mesmo nome. Uma cópia do filme de 1917 existe e foi lançado em DVD.

## Elenco
- Franklyn Farnum - Billy Winthrop
- Edith Johnson - Beatrice Forbes
- Lon Chaney - Paul Revere Forbes
- Sam De Grasse - Ernest Peabody
- Al W. Filson - Samuel Winthrop
- Howard Crampton - Cyrus Peabody
- William Lloyd - Jim Pettit
- Allan Cavan - Membro da máfia (não creditado)
- Jack Filson - Phil Hastings (não creditado)
- Nelson McDowell - (não creditado)
- Lon Poff - (não creditado)
- Harry Tenbrook - (não creditado)